# Яблунівка (Прилуцький район)
Яблуні́вка — село в Україні, центр Яблунівської сільської громади Прилуцького району Чернігівської області.

## Географія
Селом протікає річка Руда, ліва притока Переводу.

## Історія
Вперше згадується 1629 року. У 1654-1781 роках входила до складу полкової сотні Прилуцького полку, належала прилуцькому полковникові Дмитру Лазаревичу Горленку. 1709 Скоропадський передав село Гамаліївському монастирю (Харлампіївському). 
Після 1781 року належало до Пирятинського повіту спочатку Чернигівского намісництва, а з часом до Полтавської губерніі.
Найдавніше знаходження на мапах 1812 рік як Яблоновка
У 1862 році у селі володарському та козачому Яблуні́вка було 2 церкви, 4 ярмарки,2 заводи та 200 двори де жило 2420 осіб
У 1911 році у селі Яблоні́вка була Михайлівська (Троїцька) та Преображенська церкви , міністерська та 2 церковно-парафіївські школи та жило 4863 особи
У 1910 — 719 дворів, 4368 жителів, 2 церковно-парафіяльні і земська школи, відбувалося три ярмарки на рік.
У 1923 році село стало адміністративним центром Яблунівського району Прилуцької округи, Полтавської губернії маючи 1043 двори, 4664 мешканця (станом на 1925 р.). 
Під час організованого радянською владою Голодомору 1932—1933 років помер щонайменше 591 житель села.
У 1935-1959 Яблунівка була центром Яблунівського району Чернігівської області. У різний час в Яблунівці виходили газети «За більшовицькі колгоспи Яблунівщини», «Колгоспне слово», «Комсомольсько-молоднеча сторінка», «Прапор Леніна».
21 січня 1959 р. Яблунівка втратила статус райцентру внаслідок ліквідації району з поділом його території між Малодівицьким і Прилуцьким районами.
1973 року до Яблунівки приєднано село Бердівщина.
До 2020 року було центром сільської ради, до відання якої також входило село Яблунівське.

## Населення
Згідно з переписом УРСР 1989 року чисельність наявного населення села становила 1941 особа, з яких 794 чоловіки та 1147 жінок.
За переписом населення України 2001 року в селі мешкало 1565 осіб.

### Мова
Розподіл населення за рідною мовою за даними перепису 2001 року:
| Мова       | Відсоток |
| ---------- | -------- |
| українська | 98,28 %  |
| російська  | 1,53 %   |
| молдовська | 0,13 %   |
| білоруська | 0,06 %   |

## Освіта і культура
Навчальні заклади:
- Дошкільний навчальний заклад Адреса: вул. Незалежності, 14.
- Яблунівська загальноосвітня школа І-ІІІ ступенів Адреса: с. Яблунівка, вул. Яблунева, 30-а. Директор: Філоненко Володимир Федосійович.

- Яблунівська загальноосвітня школа-інтернат І-ІІІ ступенів Адреса: с. Яблунівка, вул. Яблунева, 17.

Бібліотека
Яблунівська сільська бібліотека має один з найбільших і найстаріших фондів району. Тут є художня література, що видавалася ще в часи Німецько-радянської війни. Збереглися також праці Мічуріна, словники, довідники.
Серед активних читачів бібліотеки початку 60-х років 20 ст. — учень Яблунівської середньої школи Віталій Леус, в майбутньому письменник, журналіст, краєзнавець.
Яблунівська сільська бібліотека-філіал Прилуцької ЦБС Адреса: с. Яблунівка; вул. Яблунівська; Керівник: Бурдюг Ольга Андріївна. Години роботи: 10.00-18.00; вихідний: понед.,вівтор.
Користувачі: жителі сіл Яблунівка, Яблунівське; працівники сільського господарства; службовці; пенсіонери; вчителі, учні ЗОШ; безробітні та ін.
- кінець 19 ст. — народна земська бібліотека;
- Початок 20 ст. — волосна бібліотека;
- 21.03.1921 — хата-читальня;
- 1928 — Яблунівська волосна бібліотека;
- 1935 — Яблунівська районна бібліотека;
- 1959 — Яблунівська сільська бібліотека;
- 1978 — Яблунівська сільська бібліотека-філіал Прилуцької ЦБС;

Бібліотека надає послуги: ВСО; В тому числі платні послуги: видача комерційної літератури та періодики.
Фонд бібліотеки: 27668.
У 1928 у Яблунівці відкрито волосні бібліотеки. У 1935 створюється Яблунівська райбібліотека (зав. Білоус Г. М.). Після того, як його забрали на війну, завідувачкою була його дружина Білоус Ганна Петрівна. Під час війни 15 тис. книг згоріли. Бібліотечні фонди потребували поповнення. Після звільнення 275 книг подарував бібліотеці політвідділ 136-ї стрілецької дивізії, що визволила село. Бібліотеку розмістили в церковній капличці. У 1953 відкривається бібліотека для дітей, де завідувачем був Гладкий Микола Олексійович, який згодом став завідувачем Яблунівської бібліотеки.

## Пам'ятки історії та культури
У Яблунівці зберіглася пам'ятка архітектури 1-ї пол. 19 ст. — церква Преображення Господнього (Спасо-Преображенська церква).
Збудована 1815 у формах класицизму, коштом місцевої поміщиці Пелагеї Горленко (до шлюбу Покутинська). Церква мурована, квадратна у плані, з чотириколонними портиками тосканського ордеру з південного, східного та західного боків. По кутах — циліндричні, баштоподібні об'єми, у південно-східній частині — сходи, що ведуть на хори. Завершує споруду напівсферичний купол на круглому барабані. Поруч розташована триярусна, мурована восьмигранна дзвіниця.
Збереглася будівля земської школи, збудована на початку XX століття (нині — один з корпусів Яблунівської загальноосвітньої школи-інтернату І-ІІІ ступенів). Це — типовий зразок архітектури навчальних закладів Російської імперії.

## Видатні земляки
Уродженцями села є:
- М. О. Барановський — кандидат географічних наук, доцент, завідувач кафедри географії Ніжинського державного університету імені Миколи Гоголя[19].
- М. А. Кондак — доктор тех. наук, засл. діяч науки і техніки УРСР;
- В. П. Нетребко — доктор фіз.-мат. наук, професор;
- М.В. Новак — контр-адмірал;
- Носенко Микола Петрович (1964) — український політик, член КПУ, колишній Народний депутат України
- І.Ф.Харлан — Герой Радянського Союзу[20];
- А. М. Черненко — доктор істор. наук;
- В.Д. Черненко — доктор мед. наук, професор;
- В.Т. Шугайло — доктор мед. наук;
- О. П. Онопрієнко — к. мед. н., засл. лікар України, почесний громадянин Броварського району Київської обл.,завідувач ангіоневрологічним відділенням БЦРЛ, член кор. міжнародної академії фундаментальних основ буття;